# Thomas More
Ngài Thomas More (tiếng Latinh: Thomas Morus; 7 tháng 2 năm 1478 – 6 tháng 7 năm 1535), hay còn gọi Thánh Tôma Môrô trong Công giáo, là một luật sư, triết gia xã hội, chính khách và là một người theo chủ nghĩa nhân văn thời Phục hưng nổi tiếng trong lịch sử nước Anh. Dưới thời Henry VIII, ông từng đảm nhận chức vụ Đại Chưởng ấn từ Tháng 10 năm 1529 đến Tháng 5 năm 1532. Ông là tác giả của Utopia, xuất bản vào năm 1516, một tác phẩm mô tả về hệ thống chính trị trên một quốc đảo hư cấu.
More là người chủ trương phản đối cuộc Cải cách Kháng nghị, đặc biệt là những học thuyết cùng tư tưởng của Martin Luther và William Tyndale. More cũng phản đối Henry VIII ly khai Giáo hội La Mã, từ chối thừa nhận Quốc vương là Lãnh đạo tối cao của Giáo hội Anh, và vụ hủy hôn của ông với Catalina của Aragón. Sau khi từ chối tham gia Lời tuyên thệ tối cao (Oath of Supremacy), ông bị khép tội phản quốc và kết án tử. Trong buổi hành hình, ông tuyên bố: "Ta chết như là một đầy tớ trung thành của nhà vua. Nhưng trước tiên, ta là tôi tớ của Chúa!".
Giáo hoàng Piô XI tuyên thánh More vào năm 1935 là thánh tử đạo. Giáo hoàng Gioan Phaolô II vào năm 2000 tuyên bố ông là thánh quan thầy của chính khách và chính trị gia.

## Đầu đời
Thomas More sinh năm 1478 tại Milk Street, Luân Đôn, trong một gia đình trí thức. Cha ông là Ngài John More, một luật sư và sau này là thẩm phán, và mẹ ông là Agnes Graunger. Ông là con thứ trong gia đình. Khi còn nhỏ, Thomas được cho học ở Trường thánh Anthony ở Hampstead, một trong những trường tốt nhất Luân Đôn thời đó.
Thomas theo hầu John Morton, Giám mục của Canterbury và Đại Chưởng ấn của nước Anh từ năm 1490 đến 1492. Vào thời điểm ấy, Morton chủ trương tư tưởng tân học (về sau được biết đến dưới tên chủ nghĩa nhân văn của London), ông đặt nhiều kì vọng vào Thomas More tuổi trẻ tài cao. Tin rằng More có thực tài, Morton giới thiệu ông vào Đại học Oxford (một trong hai ngôi trường thuộc khu St Mary Hall hoặc Đại học Canterbury, hiện tại đều đã không còn).
Năm 1492, Thomas More nhập học trường Oxford. Được theo học Thomas Linacre và William Grocyn, ông thông thạo tiếng Latinh và tiếng Hy Lạp. Hai năm sau, thuận theo ý nguyện của cha mình, Thomas More rời Oxford và đến tại khu nội trú Hospida Cancellarie tại London để học về New Inn, London để học luật. Đến năm 1496, Thomas More vào học Trường nội trú Lincoln, một trong Inns of Court - nơi đào tạo luật sư chính quy của nước Anh. Đến năm 1502, Thomas More được nhận lệnh ["Call to the bar"], tức chính thức bước vào sự nghiệp làm luật trong triều.
More có thể nói tiếng Latin trôi chảy như tiêgns Anh. Ông cũng chơi sáo và viol, cũng như là làm thơ.

## Đời sống tâm linh
Theo lời bạn ông, nhà thần học Desiderius Erasmus, Thomas More từng cân nhắc bỏ nghề luật để làm tu sĩ. Khoảng năm 1503 đến 1504, Thomas More sống gần tu viện Carthusian ngoài thành London và tham gia nhiều hoạt động tôn giáo cùng các tu sĩ địa phương. Dù rất ngưỡng mộ các tu sĩ tận tụy, Thomas More cuối cùng vẫn quyết định không làm tu sĩ, ông dự tuyển vào Nghị viện năm 1504 và kết hôn một năm sau đó.

## Gia đình
Thomas More kết hôn với Jane Colt vào năm 1505. Erasmus kể rằng More đã tự mình dạy vợ âm nhạc và văn học. Jane qua đời năm 1511. Hai người sinh được 4 người con: 
- Margaret Roper (1505 – 1544), kết hôn với William Roper và sinh ra 5 người con.
- Elizabeth Dauncey (1506 – 1564), không rõ thông tin.
- Cecily Heron (1507 - ?), không rõ thông tin.
- John More (1510 – 1547), kết hôn với Anne Cresacre, sinh ra Thomas More II (1531 – 1606).

Sau khi Jane mất chưa được 30 ngày, bất chấp phong tục cùng những lời khuyên can của bằng hữu, Thomas More tái hôn với Alice Middleton, một góa phụ, con gái của Ngài Richard Harpur và Elizabeth Adern. Thomas More mong bà sẽ chăm sóc cho 4 đứa con nhỏ của mình. Thomas More không có con chung với Alice, ông nuôi nấng con gái riêng của vợ như con ruột. Ngoài ra, More cũng là người giám hộ cho 2 cô gái: Anne Cresacre, sau này sẽ cưới John More - con trai ông; người kia là Margaret Clement, một phụ nữ học vấn cao thời Tudor, là người thân duy nhất chứng kiến ông bị hành hình.
Trái với quan điểm đương thời, Thomas More cho các con học hành như nhau, không phân biệt gái trai. Con gái lớn của ông, Margaret, là tài nữ có tiếng, đặc biệt thạo tiếng Hi Lạp và Latin.

## Sự nghiệp chính trị
Năm 1504, More được bầu vào Quốc hội để đại diện cho Great Yarmouth, và năm 1510 bắt đầu đại diện cho London.
Từ năm 1510, More phục vụ với tư cách là một trong hai cảnh sát trưởng của Thành phố Luân Đôn, một vị trí có trách nhiệm đáng kể mà ông nổi tiếng là một công chức trung thực và hiệu quả. More trở thành Người đứng đầu các yêu cầu vào năm 1514, cùng năm mà ông được bổ nhiệm làm Cố vấn Cơ mật. Sau khi thực hiện một sứ mệnh ngoại giao cho Hoàng đế La Mã Thần thánh, Charles V, tháp tùng Thomas Wolsey, Hồng y Tổng Giám mục York, tới Calais và Bruges, More được phong tước hiệp sĩ và làm thủ quỹ dưới quyền của Bộ Tài chính vào năm 1521.
Với tư cách là thư ký và cố vấn riêng cho Vua Henry VIII, More ngày càng có ảnh hưởng: tiếp đón các nhà ngoại giao nước ngoài, soạn thảo các văn bản chính thức và đóng vai trò là người liên lạc giữa Nhà vua và Thủ tướng Wolsey. Sau đó, More phục vụ với tư cách là Quản lý cấp cao của Đại học Oxford và Cambridge.
Năm 1523, More được bầu làm hiệp sĩ của hạt (MP) cho Middlesex và, theo đề nghị của Wolsey, Hạ viện đã bầu More là Chủ tịch Hạ viện. Năm 1525, More trở thành Thủ tướng của Công quốc Lancaster, chịu trách nhiệm hành pháp và tư pháp đối với phần lớn miền bắc nước Anh.

## Chưởng ấn
Sau khi Wolsey thất thủ, More lên nắm chức Đại Chưởng ấn vào năm 1529. Ông giải quyết các vụ án với tốc độ nhanh chưa từng thấy.

### Chiến dịch chống lại Cải cách Kháng nghị

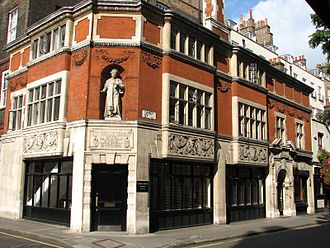
Ngài Thomas More được tưởng nhớ bằng một tác phẩm điêu khắc tại Ngôi nhà Ngài Thomas More cuối thế kỷ 19, Phố Carey, Luân Đôn, đối diện với Tòa án Công lý Hoàng gia.

Nhiều người ủng hộ Nhà thờ Công giáo hơn và coi Cải cách Tin lành là dị giáo, một mối đe dọa đối với sự thống nhất của cả nhà thờ và xã hội. Tin tưởng hơn vào thần học, lập luận và luật giáo hội của nhà thờ, và "nghe thấy lời kêu gọi tiêu diệt Nhà thờ Công giáo của Luther như một lời kêu gọi chiến tranh."
Những hành động ban đầu của ông chống lại cuộc Cải cách Tin lành bao gồm hỗ trợ Wolsey ngăn chặn sách Lutheran nhập khẩu vào Anh, do thám và điều tra những người theo đạo Tin lành bị nghi ngờ, đặc biệt là các nhà xuất bản, và bắt giữ bất kỳ ai sở hữu, vận chuyển hoặc phân phối Kinh thánh và các tài liệu khác của ông. cuộc Cải cách Tin Lành. Ngoài ra, More còn mạnh tay đàn áp bản dịch Tân Ước bằng tiếng Anh của Tyndale.
Kinh thánh Tyndale đã sử dụng các bản dịch gây tranh cãi của một số từ mà More coi là dị giáo và nổi loạn; ví dụ, "cao cấp" và "trưởng lão" thay vì "linh mục" đối với presbyteros tiếng Hy Lạp, và "hội chúng" thay vì "nhà thờ". Ông cũng chỉ ra rằng một số chú thích bên lề thách thức giáo lý Công giáo. Chính trong thời gian này, hầu hết các cuộc luận chiến văn học của ông đã xuất hiện.
Nhiều tài khoản được lưu truyền trong và sau cuộc đời của More liên quan đến cuộc đàn áp những người theo đạo Tin lành "dị giáo" trong thời gian ông làm Thủ tướng. John Foxe, nhà sử học nổi tiếng người Anh theo đạo Tin lành ở thế kỷ 16, là người có công trong việc công khai các cáo buộc tra tấn trong Sách về những người tử vì đạo của mình, cho rằng cá nhân More thường sử dụng bạo lực hoặc tra tấn khi thẩm vấn những kẻ dị giáo. Các tác giả sau này như Brian Moynahan và Michael Farris đã trích dẫn Foxe khi nhắc lại những cáo buộc này, mặc dù Diarmaid MacCulloch, trong khi thừa nhận "thích đốt cháy những kẻ dị giáo" của More, không tìm thấy bằng chứng nào cho thấy anh ta có liên quan trực tiếp. Trong thời gian More làm thủ tướng, sáu người đã bị thiêu sống vì tội dị giáo; họ là Thomas Hitton, Thomas Bilney, Richard Bayfield, John Tewkesbury, Thomas Dusgate, và James Bainham.  Moynahan lập luận rằng More có ảnh hưởng trong việc đốt cháy Tyndale, vì các đặc vụ của More đã theo đuổi anh ta từ lâu, mặc dù điều này diễn ra hơn một năm sau cái chết của chính ông.

Peter Ackroyd cũng liệt kê những tuyên bố từ Sách về những người tử vì đạo của Foxe và các nguồn khác sau Cải cách rằng More "trói những kẻ dị giáo vào một cái cây trong khu vườn ở Chelsea của anh ấy và đánh đòn họ", rằng "anh ấy đã xem 'những người đàn ông mới' bị đặt lên giá trong Tháp và bị tra tấn cho đến khi họ thú tội", và rằng "ông ta phải chịu trách nhiệm cá nhân về việc thiêu sống một số 'anh em' ở Smithfield." Richard Marius ghi lại một tuyên bố tương tự, nói về James Bainham, và viết rằng " câu chuyện mà Foxe kể về việc Bainham bị More đánh đòn và hành hạ đến ngày nay vẫn còn bị nghi ngờ trên toàn thế giới". Bản thân More đã phủ nhận những cáo buộc này:
Những câu chuyện có tính chất tương tự vẫn còn phổ biến ngay cả trong cuộc đời của More và anh ấy đã phủ nhận chúng một cách mạnh mẽ. Anh ấy thừa nhận rằng anh ấy đã giam giữ những kẻ dị giáo trong nhà của mình - 'họ chắc chắn là kepynge' - anh ấy gọi như vậy - nhưng anh ấy hoàn toàn bác bỏ những tuyên bố về tra tấn và đánh đòn... 'Chúa ơi giúp tôi với.'
Thay vào đó, More tuyên bố trong "Lời xin lỗi" (1533) rằng ông chỉ áp dụng nhục hình đối với hai kẻ dị giáo: một đứa trẻ bị đánh roi trước mặt gia đình vì tội dị giáo về Bí tích Thánh Thể, và một người đàn ông "nhu nhược" bị đánh đòn vì gây rối. quần chúng bằng cách kéo váy của phụ nữ qua đầu họ vào lúc truyền phép.
Thiêu sống trên cọc từng là hình phạt tiêu chuẩn đối với dị giáo: 30 vụ thiêu sống đã diễn ra trong thế kỷ trước khi More được nâng lên làm Thủ tướng, và việc thiêu sống tiếp tục được cả người Công giáo và Tin lành sử dụng trong thời kỳ biến động tôn giáo trong những thập kỷ sau đó. Ackroyd lưu ý rằng More đã "chấp thuận việc đốt cháy" một cách sốt sắng.  Marius khẳng định rằng More đã làm mọi thứ trong khả năng của mình để tiêu diệt những "dị giáo" Tin lành.
John Tewkesbury là một người bán đồ da ở Luân Đôn bị Giám mục Luân Đôn John Stokesley kết tội chứa chấp Tân Ước bản dịch tiếng Anh; anh ta bị kết án thiêu sống vì không chịu rút lui. More tuyên bố: anh ta "bị thiêu cháy vì tôi không xứng đáng hơn."
Các nhà bình luận hiện đại bị chia rẽ về các hành động tôn giáo của More với tư cách là Chưởng ấn. Một số nhà viết tiểu sử, bao gồm cả Ackroyd, đã có một cái nhìn tương đối khoan dung đối với chiến dịch của More chống lại đạo Tin lành bằng cách đặt các hành động của ông trong bầu không khí tôn giáo hỗn loạn vào thời điểm đó và mối đe dọa của những thảm họa chết người như Cuộc nổi dậy của Nông dân Đức, mà More đổ lỗi cho Luther, cũng như nhiều người khác, chẳng hạn như Erasmus. Những người khác chỉ trích gay gắt hơn, chẳng hạn như Richard Marius, một học giả người Mỹ về Cải cách, tin rằng những cuộc đàn áp như vậy là sự phản bội niềm tin nhân văn trước đây của More, bao gồm cả sự ủng hộ nhiệt tình và được ghi chép đầy đủ của More về việc tiêu diệt những người theo đạo Tin lành.
Một số người theo đạo Tin lành có quan điểm khác. Năm 1980, More được thêm vào lịch các Thánh và Anh hùng của Giáo hội Cơ đốc của Giáo hội Anh, mặc dù là một người phản đối gay gắt cuộc Cải cách Anh đã tạo ra Giáo hội Anh. Ông được thêm vào cùng với John Fisher, để được tưởng niệm vào ngày 6 tháng 7 hàng năm (ngày More bị hành quyết) với tên gọi "Thomas More, học giả, và John Fisher, Giám mục Rochester, Tử đạo Cải cách, 1535". Vào tháng 10 năm 2000, Giáo hoàng John Paul II đã tôn vinh ông bằng cách phong ông làm thánh bổn mạng của các chính khách và chính trị gia, nói rằng: "Có thể nói rằng ông đã thể hiện một cách đặc biệt giá trị của lương tâm đạo đức ... ngay cả khi, trong hành động của ông chống lại những kẻ dị giáo , ông đã phản ánh những giới hạn của văn hóa thời đại mình".

### Từ chức
Khi xung đột về quyền tối cao giữa Giáo hoàng và Nhà vua lên đến đỉnh điểm, More tiếp tục kiên định ủng hộ quyền tối cao của Giáo hoàng với tư cách là Người kế vị Peter so với Vua Anh. Việc Nghị viện phục hồi trách nhiệm pháp quan vào năm 1529 đã khiến việc ủng hộ công khai hoặc tại văn phòng yêu cầu của bất kỳ cơ quan nào bên ngoài vương quốc (chẳng hạn như Giáo hoàng) là có thẩm quyền pháp lý vượt trội so với Nhà vua.
Năm 1530, More từ chối ký một lá thư của các nhà thờ và quý tộc hàng đầu của Anh yêu cầu Giáo hoàng Clement VII hủy bỏ cuộc hôn nhân của Henry với Catherine of Aragon, đồng thời tranh cãi với Henry VIII về luật dị giáo. Năm 1531, một sắc lệnh hoàng gia yêu cầu các giáo sĩ tuyên thệ thừa nhận Nhà vua là Người đứng đầu tối cao của Giáo hội Anh. Các giám mục tại Cuộc triệu tập Canterbury năm 1532 đã đồng ý ký Lời thề nhưng chỉ dưới sự đe dọa của praemunire và chỉ sau khi những từ này được thêm vào: "trong chừng mực luật pháp của Chúa Kitô cho phép".
Đây được coi là Đệ trình cuối cùng của Giáo sĩ. Hồng y John Fisher và một số giáo sĩ khác từ chối ký. Henry đã thanh trừng hầu hết các giáo sĩ ủng hộ lập trường của giáo hoàng khỏi các vị trí cấp cao trong nhà thờ. More tiếp tục từ chối ký vào Lời thề tối cao và không đồng ý ủng hộ việc Henry hủy hôn với Catherine. Tuy nhiên, ông không công khai bác bỏ các hành động của Nhà vua và giữ kín ý kiến của mì
Ngày 16 tháng 5 năm 1532, More từ chức Thủ tướng nhưng vẫn ủng hộ Henry mặc dù ông từ chối. Quyết định từ chức của ông là do quyết định triệu tập của Giáo hội Anh, vốn đang bị hoàng gia đe dọa nghiêm trọng, vào ngày hôm trước.

## Bị buộc tội, phiên tòa xét xử và bị xử tử
Năm 1533, More từ chối tham dự lễ đăng quang của Anne Boleyn với tư cách là Nữ hoàng Anh. Về mặt kỹ thuật, đây không phải là một hành động phản quốc, vì More đã viết thư cho Henry dường như thừa nhận tước hiệu nữ hoàng của Anne và bày tỏ mong muốn của ông ấy về hạnh phúc của Nhà vua và sức khỏe của Nữ hoàng mới. Mặc dù vậy, việc anh từ chối tham dự được nhiều người hiểu là hành động khinh thường Anne, và Henry đã có hành động chống lại anh.
Ngay sau đó, More bị buộc tội nhận hối lộ, nhưng cáo buộc đã được bác bỏ vì thiếu bất kỳ bằng chứng nào. Đầu năm 1534, More bị Thomas Cromwell buộc tội đã đưa ra lời khuyên và lời khuyên cho "Thánh nữ xứ Kent", Elizabeth Barton, một nữ tu đã tiên tri rằng nhà vua đã hủy hoại linh hồn ông và sẽ kết thúc nhanh chóng vì đã ly hôn. Nữ hoàng Catherine. Đây là một tháng sau khi Barton thú nhận, điều này có thể được thực hiện dưới áp lực của hoàng gia, và được cho là che giấu tội phản quốc.
Mặc dù thật nguy hiểm cho bất kỳ ai có liên quan đến Barton, nhưng More đã thực sự gặp cô ấy và bị ấn tượng bởi sự nhiệt tình của cô ấy. Nhưng More đã thận trọng và bảo cô ấy không được can thiệp vào các vấn đề của nhà nước. More đã được triệu tập trước một ủy ban của Hội đồng Cơ mật để trả lời về những cáo buộc phản quốc này, và sau những câu trả lời đầy tôn trọng của ông, vấn đề dường như đã được hủy bỏ.

Vào ngày 13 tháng 4 năm 1534, More được yêu cầu xuất hiện trước một ủy ban và thề trung thành với Đạo luật Kế vị đầu tiên của quốc hội. Quyền của Nghị viện được chấp nhận nhiều hơn trong việc tuyên bố Anne Boleyn là Nữ hoàng hợp pháp của Anh, mặc dù ông từ chối "giá trị tinh thần của cuộc hôn nhân thứ hai của nhà vua", và giữ vững lời dạy về quyền tối cao của Giáo hoàng, ông kiên quyết từ chối tuyên thệ. uy quyền tối cao của Vương miện trong mối quan hệ giữa vương quốc và nhà thờ ở Anh. Hơn nữa, công khai từ chối ủng hộ việc Henry hủy hôn với Catherine. John Fisher, Giám mục Rochester, đã từ chối lời thề cùng với More. Lời thề viết:
... Vì lý do đó, Giám mục của Rome và Tòa thánh, trái ngược với các quyền tài phán tuyệt vời và bất khả xâm phạm được Đức Chúa Trời ban ngay cho các hoàng đế, vua và hoàng tử để kế vị những người thừa kế của họ, đã được cho là trong quá khứ để đầu tư ai sẽ làm hài lòng họ thừa kế vương quốc và quyền thống trị của người khác, điều mà chúng tôi, những thần dân khiêm tốn nhất của bạn, cả về tinh thần và vật chất, ghê tởm và ghê tởm nhất...
Ngoài việc từ chối ủng hộ việc hủy bỏ hoặc quyền tối cao của Nhà vua, More còn từ chối ký vào Lời thề Kế vị năm 1534 xác nhận vai trò nữ hoàng của Anne và quyền kế vị của con cái họ. Số phận của More đã bị phong ấn. Trong khi ông không tranh luận với khái niệm cơ bản về kế vị như đã nêu trong Đạo luật, phần mở đầu của Lời thề bác bỏ thẩm quyền của Giáo hoàng.
Kẻ thù của anh ta có đủ bằng chứng để bắt nhà vua vì tội phản quốc. Bốn ngày sau, Henry đã giam giữ More trong Tháp Luân Đôn. Ở đó, More đã chuẩn bị một Đối thoại sùng kính về An ủi trước Đau khổ. Trong khi More bị giam trong Tháp, Thomas Cromwell đã nhiều lần đến thăm, thúc giục More tuyên thệ nhưng anh ta tiếp tục từ chối.

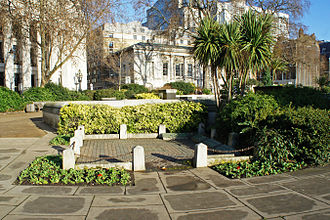
Vị trí đoạn đầu đài tại Tower Hill nơi More bị hành quyết bằng cách chặt đầu

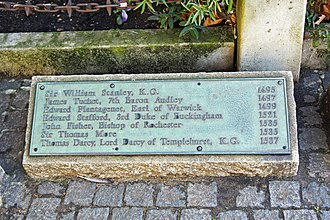
Một tấm bảng kỷ niệm tại địa điểm của đoạn đầu đài cổ ở Tower Hill, với Ngài Thomas More được liệt kê trong số những người nổi tiếng khác bị xử tử tại địa điểm

Các cáo buộc phản quốc liên quan đến việc More vi phạm các đạo luật về quyền tối cao của Nhà vua (sự im lặng ác ý) và âm mưu với Giám mục John Fisher về mặt này (âm mưu ác ý) và, theo một số nguồn tin, bao gồm cả việc khẳng định rằng Nghị viện không có quyền tuyên bố uy quyền tối cao của Nhà vua đối với Giáo hội Anh. Một nhóm học giả tin rằng các thẩm phán đã bác bỏ hai cáo buộc đầu tiên (hành vi ác ý) và chỉ xét xử More ở tội danh cuối cùng, nhưng những người khác hoàn toàn không đồng ý.

Bất kể tội danh cụ thể nào, bản cáo trạng liên quan đến việc vi phạm Đạo luật phản quốc 1534, trong đó tuyên bố chống lại Quyền tối cao của Nhà vua là phản quốc:
Nếu bất kỳ người nào hoặc nhiều người, sau ngày đầu tiên của tháng Hai sắp tới, thực hiện mong muốn, ý chí hoặc mong muốn ác ý, bằng lời nói hoặc chữ viết, hoặc bằng thủ công tưởng tượng, phát minh, thực hành hoặc cố gắng thực hiện bất kỳ tổn hại cơ thể nào đối với nhà vua người của hoàng gia nhất, của nữ hoàng, hoặc những người thừa kế rõ ràng của họ, hoặc để tước bỏ nhân phẩm, danh hiệu hoặc tên của họ trong các di sản hoàng gia của họ hoặc bất kỳ ai trong số họ... Rằng sau đó mọi người như vậy và những người xúc phạm như vậy... sẽ phải chịu và chịu đựng những nỗi đau như vậy tử hình và các hình phạt khác, như được giới hạn và quen thuộc trong các trường hợp phản quốc cao độ.
Phiên tòa được tổ chức vào ngày 1 tháng 7 năm 1535, trước một hội đồng xét xử bao gồm Tể tướng mới, Ngài Thomas Audley, cũng như chú của Anne Boleyn, Thomas Howard, Công tước thứ 3 của Norfolk, cha của cô ấy là Thomas Boleyn và anh trai của cô ấy là George Boleyn. Norfolk cho More cơ hội được nhà vua "ân xá" nếu anh ta "cải cách [...] quan điểm cố chấp của mình". Nhiều người trả lời rằng, mặc dù anh ta không tuyên thệ, nhưng anh ta cũng chưa bao giờ lên tiếng phản đối nó và sự im lặng của anh ta có thể được chấp nhận là "sự phê chuẩn và xác nhận" của anh ta đối với các đạo luật mới.
Vì vậy, More đã dựa vào tiền lệ pháp và câu châm ngôn "qui tacetconsentire videtur" ("người giữ im lặng có vẻ như đồng ý"), hiểu rằng anh ta không thể bị kết tội miễn là anh ta không phủ nhận rõ ràng rằng Nhà vua là Lãnh đạo tối cao của Giáo hội, và do đó ông từ chối trả lời tất cả các câu hỏi liên quan đến ý kiến của mình về chủ đề này.

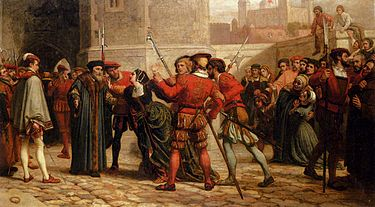
William Frederick Yeames, Cuộc gặp gỡ của Ngài Thomas More với con gái sau khi ông bị kết án tử hình, 1872

Thomas Cromwell, vào thời điểm đó là cố vấn quyền lực nhất của Nhà vua, đã đưa ra Hội đồng Cố vấn pháp luật Richard Rich để làm chứng rằng More đã phủ nhận rằng Nhà vua là người đứng đầu hợp pháp của Nhà thờ. Lời khai này được More đánh giá là cực kỳ đáng ngờ. Nhân chứng Richard Southwell và ông Palmer (một người hầu của Southwell) cũng có mặt và cả hai đều phủ nhận đã nghe chi tiết cuộc trò chuyện được báo cáo. Như chính More đã chỉ ra:
Do đó, liệu có khả năng xảy ra với các Lãnh chúa của bạn không, rằng tôi nên trong một Sự kiện quan trọng như thế này, hành động thiếu suy nghĩ như vậy, để tin tưởng ông Rich, một Người đàn ông mà tôi luôn có ý kiến, liên quan đến Sự thật và Sự trung thực của ông ấy, ... rằng tôi chỉ nên truyền đạt cho ông Rich những Bí mật trong lương tâm của tôi liên quan đến Quyền lực tối cao của Nhà vua, những Bí mật cụ thể và Điểm duy nhất mà tôi đã rất lâu buộc phải giải thích về bản thân mình? điều mà tôi chưa bao giờ làm, cũng như sẽ không bao giờ tiết lộ; khi Đạo luật đã từng được thực hiện, cho chính Nhà vua, hoặc bất kỳ Ủy viên Cơ mật nào của ông ấy, cũng như các vị Danh dự đều biết rõ, những người đã nhiều lần được Bệ hạ cử đến gặp tôi trong Tháp mà không có lý do nào khác. Tôi đề cập đến Phán quyết của bạn, hỡi các Lãnh chúa của tôi, liệu điều này có vẻ đáng tin cậy đối với bất kỳ Lãnh chúa nào của bạn hay không.
Tuy nhiên, bồi thẩm đoàn chỉ mất mười lăm phút để kết tội More có tội.

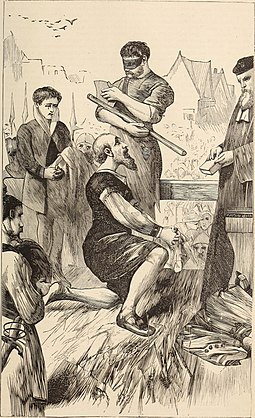
Chặt đầu Thomas More, minh họa năm 1870

Sau khi phán quyết của bồi thẩm đoàn được đưa ra và trước khi tuyên án, More đã thoải mái nói về niềm tin của mình rằng "không người thế tục nào có thể là người đứng đầu tâm linh" (đảm nhận vai trò của Giáo hoàng). Theo lời kể của William Roper, More đã bào chữa rằng Quy chế về Quyền tối cao trái với Magna Carta, với luật của Giáo hội và luật của Anh, đồng thời cố gắng hủy bỏ toàn bộ bản cáo trạng chống lại anh ta. Ông bị kết án treo cổ, lôi kéo và phân thây (hình phạt thông thường dành cho những kẻ phản bội không thuộc tầng lớp quý tộc), nhưng Nhà vua đã chuyển hình phạt này thành xử tử bằng cách chặt đầu.
Vụ hành quyết diễn ra vào ngày 6 tháng 7 năm 1535 tại Tower Hill. Khi anh ta đến để lắp các bậc thang lên đoạn đầu đài, khung của nó có vẻ yếu đến mức có thể sập xuống, Nhiều người trích dẫn rằng More đã nói (với một trong các quan chức): "Tôi cầu xin ngài, trung úy, xem tôi an toàn lên và [để] tôi đi xuống, hãy để tôi tự xoay sở". Sau khi More đọc xong bài Thi thiên 51 trong khi quỳ gối, tên đao phủ được cho là đã cầu xin sự tha thứ của anh ta, sau đó More vui vẻ đứng dậy, hôn anh ta và tha thứ cho anh ta.

### Di vật
Một nhận xét khác mà người ta cho rằng anh ta đã đưa ra với tên đao phủ là bộ râu của anh ta hoàn toàn vô tội với bất kỳ tội ác nào và không đáng bị cầm rìu; sau đó anh ta định vị bộ râu của mình để nó không bị tổn hại. Nhiều người hỏi rằng con gái nuôi/con gái nuôi Margaret Clement (nhũ danh Giggs) của ông được đem đi chôn cất cái xác không đầu của ông. Cô là thành viên duy nhất trong gia đình anh chứng kiến cuộc hành quyết của anh. Ông được chôn cất tại Tháp Luân Đôn, trong nhà nguyện của Thánh Peter ad Vincula trong một ngôi mộ không được đánh dấu. Đầu của anh ta bị cố định trên một cây giáo trên Cầu London trong một tháng, theo phong tục thông thường dành cho những kẻ phản bội.
Margaret, con gái của More sau đó đã cứu được cái đầu bị chặt đứt. Nó được cho là yên nghỉ trong Roper Vault của Nhà thờ St Dunstan, Canterbury, có lẽ cùng với hài cốt của Margaret và gia đình chồng bà. Một số người cho rằng cái đầu được chôn trong ngôi mộ được dựng lên cho More ở Nhà thờ Cũ Chelsea.
Trong số những di vật còn sót lại là chiếc áo sơ mi bằng tóc của ông, được Margaret Clement tặng để cất giữ an toàn. Điều này đã được cộng đồng các nữ tu dòng Augustinô quản thúc từ lâu, những người cho đến năm 1983 sống tại tu viện ở Abbotskerswell Priory, Devon. Một số nguồn, trong đó có một nguồn từ năm 2004, khẳng định rằng chiếc áo sơ mi làm từ lông dê lúc đó được trưng bày tại nhà thờ Liệt sĩ trong khu đất của gia đình Weld ở Chideock, Dorset. Nó hiện được bảo quản tại Tu viện Buckfast, gần Buckfastleigh ở Devon.

## Sự tôn kính

### Trong Giáo hội Công giáo
Giáo hoàng Lêô XIII phong chân phước Thomas More, John Fisher, và 52 thánh tử đạo Anh khác vào ngày 29 tháng 12 năm 1886. Giáo hoàng Piô XI tuyên thánh More và Fisher vào ngày 19 tháng 5 năm 1935, và lễ thánh quan thầy của More là vào ngày 9 tháng 7 năm. Vào ngày 31 tháng 10 năm 2000 Giáo hoàng Gioan Phaolô II tuyên bố More là "thánh bảo trợ của những Chính khách và Chính trị gia".

## Di sản

### Chủ nghĩa cộng sản, chủ nghĩa xã hội và chủ nghĩa bài cộng sản
Được Karl Marx, Friedrich Engels và Karl Kautsky ca ngợi "như một anh hùng cộng sản" vì thái độ cộng sản đối với tài sản trong Utopia của mình, dưới chế độ cộng sản Xô viết, cái tên Thomas More đứng ở vị trí thứ chín từ đầu bảng xếp hạng của Moscow. Tấm bia Tự do (còn được gọi là Đài kỷ niệm của các nhà tư tưởng cách mạng), với tư cách là một trong những nhà tư tưởng có ảnh hưởng nhất "người đã thúc đẩy giải phóng loài người khỏi áp bức, độc đoán và bóc lột." Tượng đài này được dựng lên vào năm 1918 tại Vườn Aleksandrovsky gần điện Kremlin theo gợi ý của Lenin.
Bản dịch tiếng Anh của Đại từ điển bách khoa Liên Xô (1979) mô tả More là "người sáng lập chủ nghĩa xã hội không tưởng", người đầu tiên "mô tả một xã hội trong đó quyền tư hữu... đã bị bãi bỏ" (một xã hội trong đó gia đình là "một tế bào". cho lối sống cộng sản") và một nhà tư tưởng "không tin rằng xã hội lý tưởng sẽ đạt được thông qua cách mạng", nhưng lại "có ảnh hưởng lớn đến các nhà cải cách của các thế kỷ tiếp theo, đặc biệt là Morelly, G. Babeuf, Saint-Simon, C. . Fourier, E. Cabet, và những đại diện khác của chủ nghĩa xã hội Không tưởng."
Utopia cũng truyền cảm hứng cho các nhà xã hội chủ nghĩa như William Morris.
Nhiều người coi chủ nghĩa cộng sản hay chủ nghĩa xã hội của More chỉ là trào phúng. Năm 1888, trong khi ca ngợi chủ nghĩa cộng sản của More, Karl Kautsky đã chỉ ra rằng các nhà sử học và kinh tế học "bối rối" thường coi cái tên Utopia (có nghĩa là "không có chỗ") là "một gợi ý tinh vi của More rằng chính ông coi chủ nghĩa cộng sản của mình là một giấc mơ viển vông" .
Aleksandr Solzhenitsyn, người Nga từng đoạt giải Nobel, tác giả chống Cộng của Quần đảo Gulag, lập luận rằng chủ nghĩa cộng sản Xô viết cần chế độ nô lệ và lao động cưỡng bức để tồn tại, và rằng điều này đã " ...đã được dự đoán từ xa như Thomas More, nhà vĩ đại -cha đẻ của chủ nghĩa xã hội, trong tác phẩm Utopia của ông".
Năm 2008, More được miêu tả trên sân khấu ở Hồng Kông như một biểu tượng ngụ ngôn của phe dân chủ chống lại Đảng Cộng sản Trung Quốc trong một phiên bản dịch và sửa đổi vở kịch của Robert Bolt "A Man for All Seasons".

### Sử liệu
- Gushurst-Moore, André (2004), "A Man for All Eras: Recent Books on Thomas More", Political Science Reviewer, 33: 90–143.
- Guy, John (2000), "The Search for the Historical Thomas More", History Review: 15+[liên kết hỏng].